# Генріх VIII (п'єса)
«Генріх VIII» — п'єса англійського письменника Вільяма Шекспіра (ймовірно у співавторстві з Джоном Флетчером]), одна з історичних хронік митця, присвячених життю англійських монархів.

## Сюжет
Сюжет «Генріха VIII» в основному побудовано навколо першого процесу розлучення короля. З доступних джерел Шекспір знав, що перша згадка про захоплення Генріха Анною Болейн, так само як і чутки про майбутнє розлучення, належать до 1526–1527 років, а хрещення Єлизавети, яке дало матеріал для заключної сцени, відбулось у вересні 1533 року. Проте автор використовує у творі два епізоди, що не збігаються з цим періодом (один з них — розправа над Бекінгемом, якого було страчено у 1521 році, другий — сутичка Кранмера, архієпископа Кентерберійського з єпископом Гардінером та іншими титулованими особами, хоча історично ця подія мала місце після хрещення Єлизавети), але, тим не менше, органічно вплетені до дії п'єси.
Центральним епізодом п'єси є процес розлучення Генріха з його першою дружиною Катериною й одруження з Анною Болейн. У цьому епізоді Шекспір найбільш повно розкриває образ монарха.

## Дійові особи
- Король Генріх VIII
- Кардинал Вулсі
- Кардинал Кампейус
- Капуціус, посол імператора Карла V
- Кранмер, архієпископ Кентерберійський
- Герцог Норфолк
- Герцог Бекінгем
- Герцог Саффолк
- Граф Серрі
- Лорд-камергер
- Лорд-канцлер
- Гардінер, єпископ Вінчестерський.
- Єпископ Лінкольнський
- Лорд Ебергенні.
- Лорд Сендс
- Сер Генрі Гілдфорд
- Сер Томас Ловел
- Сер Ентоні Денні
- Сер Ніколас Вокс
- Секретар Вулсі
- Кромвель, службовець у Вулсі
- Гріффіт, гофмаршал королеви Катерини
- Три дворянина
- Доктор Бетс, королівський лікар
- Перший герольд
- Управитель герцога Бекінгема
- Брендон
- Судовий пристав
- Пілорус в залі ради
- Інший пілорус та його помічник
- Паж Гардінера
- Глашатай
- Королева Катерина, перша дружина короля Генріха
- Анна Болейн, її фрейліна, потім королева
- Літня леді, приятелька Анни Болейн
- Пейшенс, служанка королеви Катерини
- Різні лорди й леді без слів; прислужниці королеви; духи (примари), писарі, офіцери, варта, слуги.

## Місце дії
Лондон, Вестмінстер, Кімболтон.

## Українськомовні переклади
Вільям Шекспір. Генріх VIII. Переклад з англ.: Марія Габлевич // Вільям Шекспір. Зібрання творів у 6-ти томах: Том 6. Київ: Дніпро, 1986. 838 стор.: С.: 438—538.